# هوايبي
هوايبي (بالصينية: 淮北) هي مدينة من مدن الصين. يبلغ عدد سكانها 2114276 نسمة و ذلك حسب إحصائيات سنة 2010. تبلغ مساحتها 2740.9 كم².